# Ora o mai più (film)
Ora o mai più è un film italiano del 2003 diretto da Lucio Pellegrini. Il film narra la formazione politica e sentimentale di un venticinquenne, che scopre ed esplora la realtà dei centri sociali.

## Trama
David è uno studente emiliano modello all'ultimo anno della facoltà di fisica presso la Scuola Normale Superiore di Pisa; praticamente vive in una realtà parallela, fatta di libri e ragionamenti sui massimi sistemi, senza alcun contatto con la realtà quotidiana. Tutto cambia quando, pochi minuti prima del suo ultimo esame, partecipa a un collettivo studentesco per seguire la sconosciuta Viola, dopo che quest'ultima gli ha consegnato un volantino: l'esame salta e con esso buona parte delle certezze di David. Il ragazzo si innamora subito di Viola, ma è anche un buon amico di Luca, il ragazzo di Viola. Gli eventi portano David a partecipare all'occupazione di un centro sociale, il Mompracem, e ad azioni pseudo sovversive, fino a catapultare l'intero gruppo di giovani nel bel mezzo dei fatti del G8 di Genova del 2001 nei quali rimangono coinvolti.